# Ronny Rockel
Ronny Rockel, pseud. The Rock (ur. 12 lipca 1972 r. w Bad Schlema) jest niemieckim profesjonalnym kulturystą. Przynależy do związku International Federation of BodyBuilding and Fitness (IFBB).

## Kariera
W 1995 został mistrzem Niemiec w kulturystyce według federacji National Amateur Bodybuilders Association (NABBA), a w 2000 mistrzem świata według World Amateur Body Building Association (WABBA). W 2002 WABBA przyznało mu kartę zawodnika profesjonalnego. W 2005 debiutował na zawodach Mr. Olympia, bez sukcesu osiągając siedemnastą lokatę. Rok później zajął pierwsze miejsce na Grand Prix Australii według IFBB, a w 2007 startował po raz pierwszy w zawodach Arnold Classic, gdzie uplasował się na miejscu ósmym. W 2010 został zwycięzcą zawodów IFBB Mr. Europe, a także objął miejsca szóste na Mr. Olympia i Arnold Classic.

## Osiągnięcia
- 1994 NABBA Hessian Championships, Niesklasyfikowany
- 1995 NABBA German Nationals Championships, 1 miejsce
- 1996 NABBA World Championships, Medium, 3 miejsce
- 1998 NABBA Mr Universe, Medium, 2 miejsce
- 1999 NABBA Mr Universe, Medium, 2 miejsce
- 2000 NABBA Mr Universe, Medium, 2 miejsce
- 2000 WABBA World Championships, Short, 1 miejsce
- 2002 WABBA International German Championships, 1 miejsce
- 2003 IFBB Grand Prix Holland, 7 miejsce
- 2003 IFBB Grand Prix Hungary, 4 miejsce
- 2003 IFBB Maximum Pro Invitational Grand Prix, 6 miejsce
- 2003 IFBB Night of Champions, 15 miejsce
- 2004 IFBB Grand Prix Australia, 7 miejsce
- 2004 IFBB Grand Prix England, 7 miejsce
- 2004 IFBB Grand Prix Holland, 7 miejsce
- 2004 IFBB Hungarian Pro Invitational, 6 miejsce
- 2004 IFBB Ironman Pro Invitational, 10 miejsce
- 2004 IFBB Night of Champions, 14 miejsce
- 2005 IFBB Grand Prix Australia, 3 miejsce
- 2005 IFBB Mr. Olympia, 17 miejsce
- 2006 IFBB Grand Prix Australia, 1 miejsce
- 2006 IFBB Mr. Olympia, 16 miejsce
- 2006 IFBB Grand Prix Austria, 5 miejsce
- 2006 IFBB Grand Prix Holland, 3 miejsce
- 2007 IFBB Arnold Classic, 8 miejsce
- 2007 IFBB Grand Prix Australia, 2 miejsce
- 2007 IFBB Colorado Pro, 4 miejsce
- 2007 IFBB Santa Susanna Pro, 3 miejsce
- 2007 IFBB Mr. Olympia, 11 miejsce
- 2008 IFBB Arnolds Classic, 13 miejsce
- 2008 IFBB Grand Prix Australia, 6 miejsce
- 2008 IFBB Grand Prix New Zealand, 6 miejsce
- 2008 IFBB New York Pro Championships, 3 miejsce
- 2008 IFBB Mr.Olympia 14 miejsce
- 2009 IFBB Mr.Olympia 7 miejsce
- 2010 IFBB Arnolds Classic, 6 miejsce
- 2010 IFBB Mr Europe, 1 miejsce
- 2010 IFBB Mr.Olympia, 6 miejsce
- 2011 IFBB Arnolds Classic, 6 miejsce
- 2011 IFBB Mr.Europe Gran Prix, 1 miejsce
- 2011 IFBB New York Pro Championships, 2 miejsce
- 2013 IFBB Arnold Classic, 13 miejsce